# Jelendol (gmina Ribnica)
Jelendol – wieś w Słowenii, w gminie Ribnica. W 2018 roku pozostawała niezamieszkana.